# 15. април
15. април (15.04) је 105. дан у години по грегоријанском календару (106. у преступној години). До краја године има још 260 дана.

## Догађаји
- 1071 — Бари, последњи византијски посед у јужној Италији, се предао Роберту Гвискару.
- 1450 — У последњој фази Стогодишњег рата Французи су у бици код Формињија поразили Енглезе, чиме је окончана енглеска доминација у Нормандији.
- 1755 — Самјуел Џонсон, енглески песник, новинар и лексикограф, објавио „Речник енглеског језика”, први модеран енглески речник.
- 1909 — Аустријски цар одобрио Статут за аутономну управу у Босни и Херцеговини.
- 1912 — На првом путовању из Велике Британије у САД потонуо „Титаник”, у то време највећи и најлуксузнији прекоокеански брод. Живот изгубило 1.496 од 2.208 путника.
- 1923 — Инсулин, који је канадски научник, нобеловац Фредерик Бантинг, открио 1921, ушао у употребу при лечењу дијабетеса.
- 1925 — Почео шаховски турнир у Баден-Бадену, Немачка.
- 1941 — Југословенска влада, на челу с председником, генералом Душаном Симовићем, напустила земљу после немачке окупације. Дан раније из земље отишао краљ Петар II Карађорђевић.
- 1945 — Британске трупе у Другом светском рату ослободиле немачки концентрациони логор “Берген-Белзен”.
- 1952 — Банка “Френклин” у Њујорку издала прву кредитну картицу у свету.
- 1968 — Два совјетска сателита без људске посаде, „Космос 212” и „Космос-213”, аутоматски се спојила док су кружила у Земљиној орбити.
- 1974 — После петнаестогодишње владавине, војним пучем свргнут са власти председник Нигера Диори Хамани.
- 1979 — У земљотресу на Црногорском приморју погинуло више од 100 особа, око 600 повређено, а више од 80.000 остало без кућа.
- 1986 — Америчко ваздухопловство је бомбардовало Триполи и Бенгази у операцији Кањон Ел Дорадо.
- 1989 — На фудбалском стадиону Хилсборо у Шефилду, на препуњеним трибинама погинуло 96, а повређено 200 особа када су на већ пун стадион пуштене нове групе навијача.
- 1992 — Уједињене нације увеле санкције против Либије због њене умешаности у подметање бомбе у авион компаније “Пан Америкен”, који је експлодирао изнад Локберија у Шкотској 1988. и бомбардовања француског авиона изнад Нигера 1989.
- 1994 — Министри водећих земаља света потписали ГАТТ, Општи споразум о тарифама и трговини.
- 1996 — „Комисија за истину” у Јужној Африци, формирана како би испитала злоупотребу власти у време апартхејда, отворила истражни поступак.
  - Од подметнуте експлозивне направе оштећена Бајракли-џамија у Београду. Београдски муфтија Хамдија Јусуфспахић изјавио да је то је био седми напад на ту џамију од 1990.
- 1997 — Током ходочашћа, у пожару који је захватио шаторско насеље близу Меке, у Саудијској Арабији, погинула 343 ходочасника.
- 1999 — НАТО преузео одговорност за бомбардовање конвоја избеглица на Косову, а током којег је, према југословенским изворима, погинуло 75 цивила.
- 2002 — У несрећи путничког авиона кинеске компаније „Air China“ погинуле најмање 122 особе.
- 2004 — Основан је Фолклорни ансамбл „Рожаје”
- 2005 — На магистралном путу Зрењанин - Нови Сад, дошло до тешке саобраћајне несреће када је аутобус фирме „Аутобанат“ пао са Жабаљског моста у реку Тису. Погинуло више од десет особа, а око петнаестак повређено.
- 2014 — Припадници исламистичке организације Боко Харам су отели више од 250 девојчица из средње школе у нигеријском граду Чибок.

## Рођења
- 1707 — Леонард Ојлер, швајцарски математичар и физичар. (прем. 1783)
- 1843 — Хенри Џејмс, амерички писац. (прем. 1916)
- 1866 — Марије Хеег, норвешки фотограф. (прем. 1949)
- 1874 — Јоханес Штарк, немачки физичар, добитник Нобелове награде за физику (1919). (прем. 1957)[1]
- 1894 — Беси Смит, америчка блуз певачица. (прем. 1937)[2]
- 1910 — Мигел Најдорф, пољско-аргентински шахиста. (прем. 1997)[3]
- 1912 — Ким Ил Сунг, 1. врховни вођа Северне Кореје. (прем. 1994)[4]
- 1913 — Ерих Кош,  српски књижевник, преводилац и академик. (прем. 2010)[5]
- 1926 — Павле Угринов, српски књижевник, драматург и редитељ. (прем. 2007)[6]
- 1933 — Живојин Павловић, српски редитељ, сценариста, књижевник и сликар. (прем. 1998)[7]
- 1936 — Ремон Пулидор, француски бициклиста. (прем. 2019)[8]
- 1937 — Френк Винсент, амерички глумац, музичар и писац. (прем. 2017)[9]
- 1938 — Клаудија Кардинале, италијанска глумица.[10]
- 1944 — Душица Жегарац, српска глумица. (прем. 2019)[11]
- 1946 — Марија Бакса, српско-италијанска глумица. (прем. 2019)[12]
- 1959 — Андреја Маричић, српски глумац. (прем. 2021)[13]
- 1959 — Ема Томпсон, енглеска глумица, сценаристкиња, комичарка и књижевница.[14]
- 1966 — Саманта Фокс, енглеска музичарка и модел.[15]
- 1967 — Разија Мујановић, босанскохерцеговачка кошаркашица.[16]
- 1971 — Бранка Јовановић, српска рукометашица.
- 1973 — Теди Лучић, шведски фудбалер и фудбалски тренер.[17]
- 1974 — Дени Пино, амерички глумац.[18]
- 1977 — Дејан Милојевић, српски кошаркаш и кошаркашки тренер. (прем. 2024)[19]
- 1978 — Луис Фонси, порторикански музичар и глумац.[20]
- 1980 — Раул Лопез, шпански кошаркаш.[21]
- 1980 — Френк Шлек, луксембуршки бициклиста.[22]
- 1983 — Сергеј Моња, руски кошаркаш.[23]
- 1990 — Ема Вотсон, енглеска глумица.[24]
- 1990 — Душан Милошевић, српски кошаркаш.[25]
- 1994 — Слободан Урошевић, српски фудбалер.[26]
- 1994 — Стефан Хајдин, српски фудбалер.[27]
- 1997 — Мејси Вилијамс, енглеска глумица.[28]
- 1999 — Денис Шаповалов, канадски тенисер.[29]
- 2000 — Филип Петрушев, српски кошаркаш.[30]

## Смрти
- 1764 — Жана Антоанета Поасон, маркиза Де Помпадур, љубавница краља Луја XV. (рођ. 1721)[31]
- 1765 — Михаил Васиљевич Ломоносов, руски научник, песник и академик. (рођ. 1711)[32]
- 1865 — Абрахам Линколн, председник САД (рођ. 1809)[33]
- 1971 — Владимир Роловић, учесник Народноослободилачке борбе, генерал-мајор ЈНА у резерви, народни херој Југославије, амбасадор СФРЈ. (рођ. 1916)
- 1977 — Анте Банина, учесник Народноослободилачке борбе, генерал-пуковник ЈНА и народни херој Југославије. (рођ. 1915)
- 1980 — Жан Пол Сартр, француски писац и филозоф. (рођ. 1905)[34]
- 1989 — Ху Јаобанг, кинески политичар. (рођ. 1915)
- 1990 — Грета Гарбо, америчка филмска глумица шведског порекла. (рођ. 1905)[35]
- 1998 — Пол Пот, бивши камбоџански диктатор. (рођ. 1925)[36]
- 2018 — Божидар Боки Милошевић, српски кларинетиста. (рођ. 1931)

## Празници и дани сећања
- Српска православна црква слави:
  - Преподобног Тита Чудотворца
  - Свете мученике Амфијана и Едесија